# Karl Albrecht von Habsburg-Altenburg

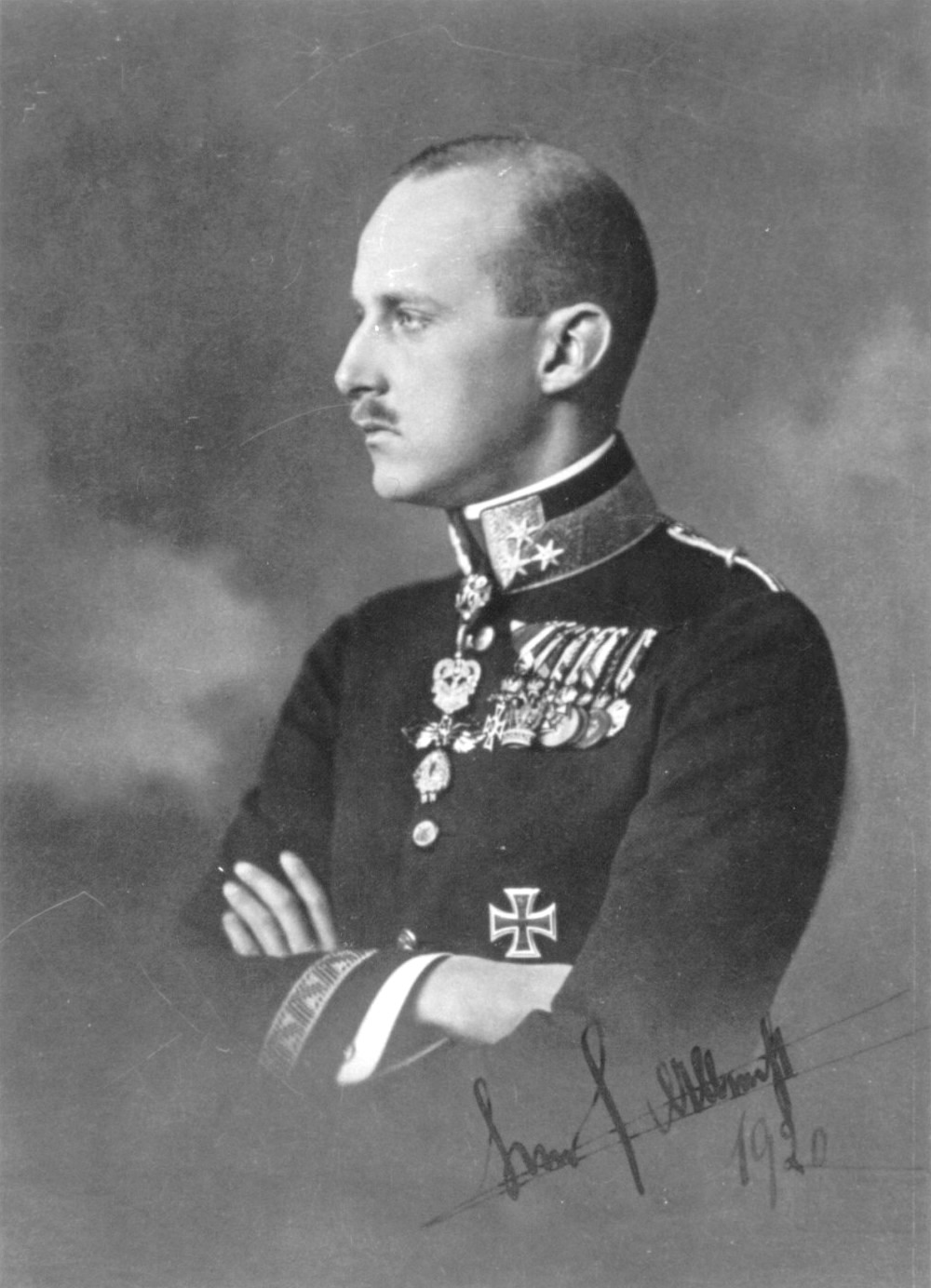
Erzherzog Karl Albrecht in k.u.k. Offiziersuniform

Karl Albrecht Nikolaus Leo Gratianus von Österreich (* 18. Dezember 1888 in Pola, Österreich-Ungarn [heute Kroatien]; † 17. März 1951 in Östervik, Schweden) war ein Mitglied des Hauses Habsburg, ein Offizier der k. u. k. und der polnischen Armee. Nach 1919 polnischer Staatsbürger, nannte er sich Karol Olbracht Habsburg-Lotaryński und seit 1949 Karl Prinz von Habsburg-Altenburg.

## Leben

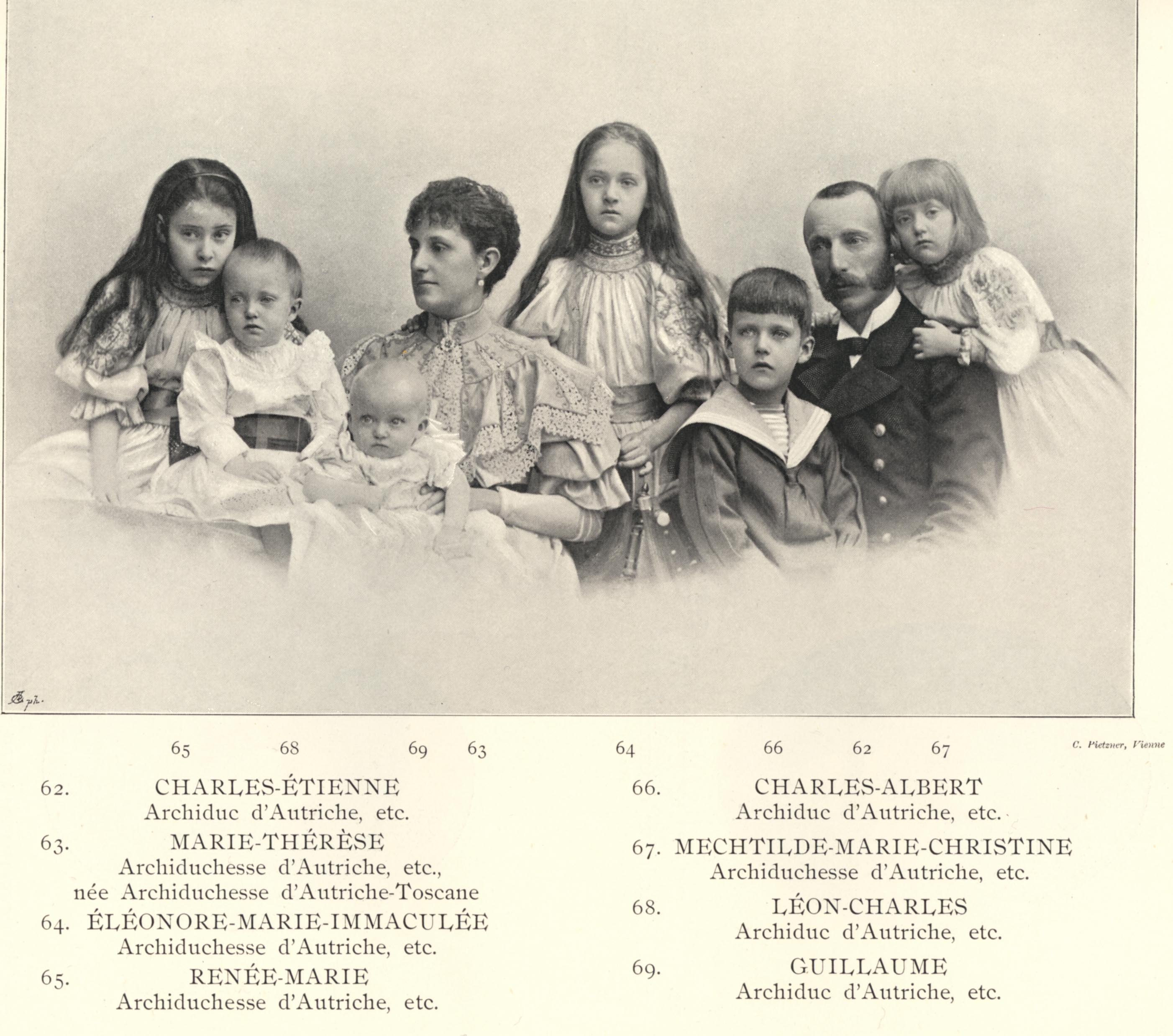
Karl Albrecht mit Eltern und Geschwistern

Karl Albrecht wurde im damals österreichischen Pola (heute Kroatien) als ältester Sohn des k. u. k. Admirals Erzherzog Karl Stephan und seiner Gemahlin Maria Theresia geboren. Nach der Matura begann er 1907 sein Studium an der Militärischen Technischen Hochschule in Wien, das er im Jahre 1910 mit Erfolg beendete und seine militärische Karriere als Leutnant im 2. Feldhaubitzen-Regiment begann, aus welchem er 1912 zur 2. Division der berittenen Artillerie versetzt wurde. Aufgrund seiner Begabung als Artillerieoffizier, erhielt er ein besonderes Empfehlungsschreiben des Kriegsministers und wurde bald darauf zum Oberleutnant befördert.
Beim Ausbruch des Ersten Weltkrieges war er zuerst an der Ostfront eingesetzt, wo er für seine Tapferkeit im Felde das k. u. k. Militärverdienstkreuz und das Eiserne Kreuz 2. Kl. erhielt. Danach hielt er einen Posten im Landesverteidigungskommando Tirol. 1916 kehrte er als Artillerieoffizier zum aktiven Truppendienst zurück und befehligte das 1. Bataillon im 14. Feldhaubitzenregiment. Bald darauf im Schnellverfahren zum Major befördert, erhielt er im Herbst des Jahres 1916 das Kommando über ein eigenes Regiment, das 8. Feldhaubitzenregiment, das er bis zum Herbst des Jahres 1917 führte. Anfang dieses Jahres wurde er zum Oberstleutnant und im Herbst zum Oberst befördert. Vom Herbst 1917 bis zum Zusammenbruch der Doppelmonarchie befehligte er die 23. Brigade der Infanterie.
Nach der Errichtung eines neuen polnischen Staates, des Regentschaftskönigreiches Polen, am 5. November 1916, war Karl Albrecht neben seinem Vater der aussichtsreichste Kandidat für die polnische Krone und wurde von den Kaisern Franz Joseph I., Wilhelm II. und den Königen von Bayern, Bulgarien, Sachsen und Württemberg unterstützt. Dies änderte sich nach dem Tode Franz Josephs, denn der neue Kaiser Karl I. hegte selbst ehrgeizige Pläne, Kongresspolen mit Galizien sowie Teilen der Ukraine und Litauens unter seinem Zepter zu vereinigen. Daher verzögerte er seine Genehmigung zur Annahme der Krone durch einen der beiden in Saybusch (Galizien) ansässigen Erzherzöge und verweigerte diese schließlich ganz. Auch Bulgarien brachte inzwischen einen eigenen Kandidaten ins Spiel. Karl Albrechts jüngster Bruder Wilhelm wurde 1918 zeitweise als Thronkandidat für die Ukraine gehandelt.

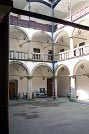
Saybusch, Altes Schloss

Die Saybuscher Habsburger blieben nach 1918 auf ihrem Schloss im neu entstandenen Polen. Karl Albrecht nahm 1919 die polnische Staatsbürgerschaft und den Namen Karol Olbracht Habsburg-Lotaryński an, wurde auch als Oberst von der polnischen Armee übernommen und focht in den Kriegen gegen die Ukrainer (1919) und die Sowjets (bis 1921).
Im Jahre 1920 heiratete er Alice Gräfin Badeni, die Witwe des ehemaligen Ministerpräsidenten Badeni von Zisleithanien. Aus der Ehe mit der gebürtigen Schwedin (geb. Ankarcrona, 1889–1985) gingen vier Kinder hervor. Da diese Eheschließung nach den habsburgischen Hausgesetzen als unstandesgemäß galt, verzichtete Karl Albrechts Familie auf die Führung des (seit dem Ende der Monarchie ohnehin rechtlich obsoleten) Erzherzogstitels. Seit 1949 nannten sich die Familienangehörigen, nach einem entsprechenden Beschluss des Familienoberhaupts Otto von Habsburg, Prinz bzw. Prinzessin von Altenburg.

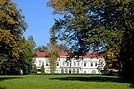
Saybusch/Żywiec, Neues Schloss

Die polnischen Monarchisten, auch in den 1920er und 1930er Jahren noch tätig, befürworteten Karl Albrechts Kandidatur zum polnischen König und hofften, dass Józef Piłsudski in seinem Testament die monarchische Staatsform empfehlen werde. Dazu kam es aber nicht, denn der Marschall hinterließ überhaupt kein politisches Testament.
Kurz vor Ausbruch des Zweiten Weltkriegs 1939 wurde Karl Albrecht zum polnischen Generalmajor befördert und war während der Kämpfe im September 1939 Kommandant der Festung Grudziądz (Graudenz). Karl Albrecht verweigerte nach dem deutschen Sieg über Polen die Annahme der deutschen Staatsbürgerschaft (Deutsche Volksliste), wurde deshalb von den NS-Behörden enteignet, gefoltert und während der gesamten Besatzungszeit in Krakau gefangen gehalten. Er war hierauf halbseitig gelähmt und auf einem Auge blind.
Das neue kommunistische Regime in Polen gab ihm seinen Landbesitz nicht zurück, weil er „Rassedeutscher“ sei, ließ ihn aber 1946 nach Schweden, in die Heimat seiner Frau, ausreisen, wo er 1951 in Östervik bei Stockholm, Schweden verstarb.

## Nachkommen
- Karl-Stefan Maximilian Ferdinand Narcissus Maria (* 29. Oktober 1921, Balice bei Krakau; † 20. Juni 2018 in Stockholm[2]), lebte in Östervik bei Stockholm.
- Maria-Christina Immaculata Elisabeth Renata Alice Gabriela (* 8. Dezember 1923, Saybusch; † 2. Oktober 2012, ebenda), bewohnte nach Jahren im Exil, ab 2002 auf Einladung der Stadt Żywiec zwei Zimmer auf Schloss Saybusch in Polen.
- Karl-Albrecht Maximilian Leo Maria Dominic (1926–1928)
- Renata Maria Theresia Alice Elisabeth (* 13. April 1931, Saybusch; † 18. Juni 2024, Madrid[3])